# Leandro il Bello
Leandro il Bello (in originale Leandro el Bel) è un poema cavalleresco scritto da Pedro de Luján, pubblicato per la prima volta tra il 1550 e 1566 in Spagna. È il seguito del Lepolemo di Alonso de Salazar.

## Trama
Il saggio mago Artidoro, venendo a sapere, grazie alla sua chiaroveggenza, che il figlio dell'imperatore Lepolemo, Leandro, in futuro si sarebbe messo in pericolo a causa di una fanciulla, lo rapisce appena nato e lo porta a vivere con altri cinque giovani nel suo palazzo incantato sull'Isola Bella. La famiglia imperiale si consola con la nascita di altri due figli gemelli, Floramor e Florismena.
Alla corte del regno di Germania si presenta il moro Xartón, che ivi decide di convertirsi al cristianesimo con una solenne cerimonia. Artidoro conduce Leandro e i giovani a Costantinopoli affinché l'imperatore li nomini cavalieri, navigando su un'imbarcazione incantata, il Castello di Cupido. Nella città Leandro si innamora di un'immagine dell'infanta Cupidea. Durante la cerimonia di nomina, il giovane ottiene una spada incantata e, in presenza dell'amata, affronta vittoriosamente il suo primo duello contro il gigante Fornafeo. Nel frattempo, Floramor parte in cerca di avventure e si innamora anche lui dell'immagine di Cupidea. Inizia così la rivalità tra i due fratelli, che si fanno chiamare rispettivamente "Cavaliere di Cupido" e "Cavaliere delle Fanciulle". Questa rivalità terminerà, dopo numerose avventure e scontri, grazie ad un filtro magico preparato da Artidoro: Floramor, ormai disinteressatosi di Cupidea, si innamorerà di Clavelinda d'Ungheria.
Diverse avventure, come la liberazione degli imperatori di Costantinopoli rapiti da alcuni giganti, il soccorso alla regina di Ircania e soprattutto le straordinarie prove della Vendetta d'Amore e della Torre di Cupido, intrattengono i due cavalieri, che, tornando trionfanti a Costantinopoli, possono finalmente incontrare con calma le loro amate. Leandro, con nuove armi e una nave incantata procurata da Artidoro (sotto il nome di "Cavaliere della Strana Barca"), salva nuovamente l'imperatore, concludendo l'avventura dell'Isola Serpentina. Infine, entrambi i cavalieri ritrovano i loro genitori, li liberano da un gigante traditore e fanno ritorno a Costantinopoli.
Nel frattempo, è nata una nuova generazione di infanti, che verranno allevati dai Sette Saggi dell'Isola Perduta, mentre si prepara la guerra contro la Tartaria.

## Attribuzione
In passato, la paternità dell'opera veniva attribuita a Pietro Lauro, essendo conosciuta solo la sua traduzione pubblicata nel 1560 e non l'originale spagnolo, ma solo un'edizione in castigliano del 1563, chiamata Leandro el Bel. L'opera non venne molto studiata a livello accademico prima del XX secolo. Anche nel 1917, il bibliografo inglese Henry Thomas cercò di dimostrare come le differenze tra le due versioni e i visibili errori della versione in spagnolo dovessero essere frutto di una poco felice traduzione dall'italiano. Solo agli inizi degli anni 2000 la linguista Anna Bognolo ritrovò una lettera di Pedro de Luján, scrittore spagnolo, in cui è presente la dedica di quest'opera a Juan Claros de Guzmán, XI conte di Niebla. Da questa riscoperta, la composizione del Leandro viene datata tra il 1550, inizio del periodo di attività dell'autore, e la conseguente morte di de Guzmán nel 1556.